# Hans Everding
Hans Everding (* 17. Oktober 1876 in Gelsenkirchen; † 13. Dezember 1914 in Kassel) war ein deutscher Bildhauer und Medailleur.

## Leben
Johannes Everding, genannt Hans, Sohn des praktischen Arztes Friedrich Wilhelm Hermann Everding (1824–1880) und der Fleisch- bzw. Trichinenbeschauerin Ella Müldner (1854–1951), studierte nach dem Besuch des Königlichen Friedrichsgymnasiums in Kassel an der Kasseler Kunstakademie bei Carl Begas dem Jüngeren. Neben einigen Skulpturen ist er vor allem für seine Denkmäler und Brunnenanlagen bekannt. 1898 erhielt er auf der Großen Berliner Kunstausstellung eine kleine Goldmedaille. 1899 erhielt Everding den Großen Staatspreis der Königlichen Akademie der Künste, verbunden mit ausgedehnter Studienreise durch Italien und dem Aufenthalt in der Villa Strohl-Fern im Jahr 1899/1900, verlängert im Jahre 1901. Everding verblieb in Rom, so auch in der Villa Strohl-Fern, und sollte 1902, vom Kaiser dem Vernehmen nach, die Ausführung des zu errichtenden Denkmals der Kaiserin Friedrich auf der Siegesallee vor dem Brandenburger Tor, ausführen. Der Bildhauer Fritz Gerth erhielt den Auftrag. Im Februar 1902 heiratete Everding Marie le Noir (1877–1918) in Kassel. Die Accademia di San Luca in Rom verlieh ihm 1910 den Müllerpreis, der laut Ernst Christian Pfannschmidt an spanische, deutsche oder französische Künstler abwechselnd verliehen wurde. 1912 kam die Tochter Marianne († um Februar 1990, Munchen) in Rom zur Welt. Everding starb im Alter von 38 Jahren im Beisein eines Bekannten, der dies in Niederzwehren beglaubigte. Sein Ehrengrab befindet sich auf dem Hauptfriedhof von Kassel. Die Witwe des Bildhauers Marie übernahm um 1915/1916 das Haus der Familie le Noir in der Friedrichstraße Nr. 16.

## Werke
- 1897: Relief-Porträtmedaillon von Wilhelm Hentze am Hentze-Denkmal auf der Insel Siebenbergen in der Karlsaue in Kassel
- 1899: Bronze-Standbild für das Landgraf-Philipp-Denkmal in Kassel (Denkmal 1942 abgebrochen, in den 1980er Jahren Nachgüsse der Relieftafeln vom Sockel an der Martinskirche angebracht)
- 1903: Standbild von August Kekulé für das Kekulé-Denkmal in Bonn
- 1909: Hermen von Johann Wolfgang von Goethe und Friedrich Schiller im Hoftheater in Kassel (Goethe-Herme heute im Stadthallengarten)
- 1906: Papin-Brunnen vor dem Ottoneum in Kassel
- 1912: Henschelbrunnen vor dem Rathaus in Kassel

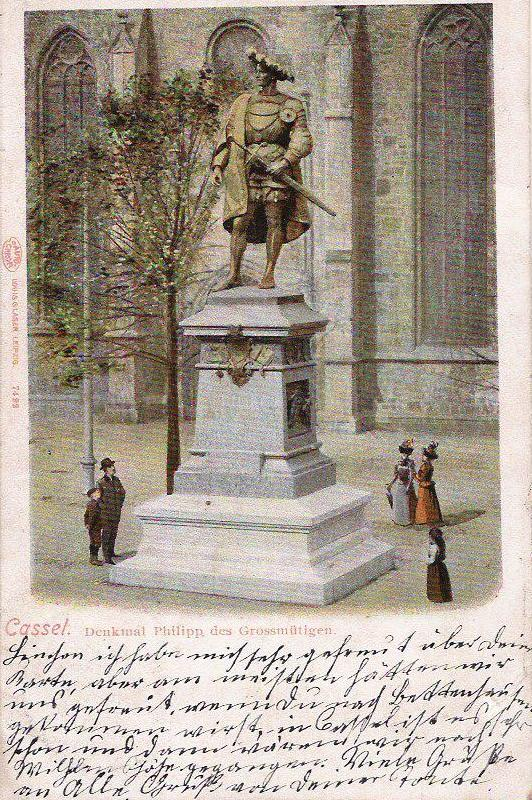
Landgraf-Philipp-Denkmal in Kassel (um 1900)
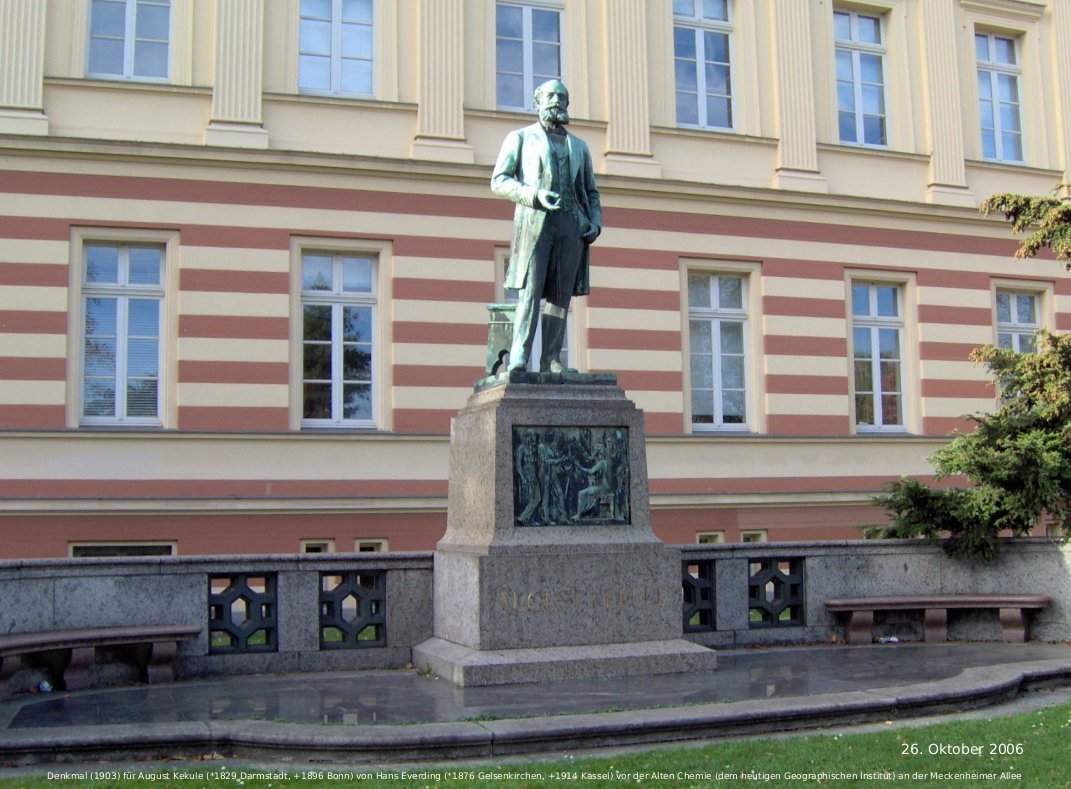
Kekulé-Denkmal in Bonn (2006)
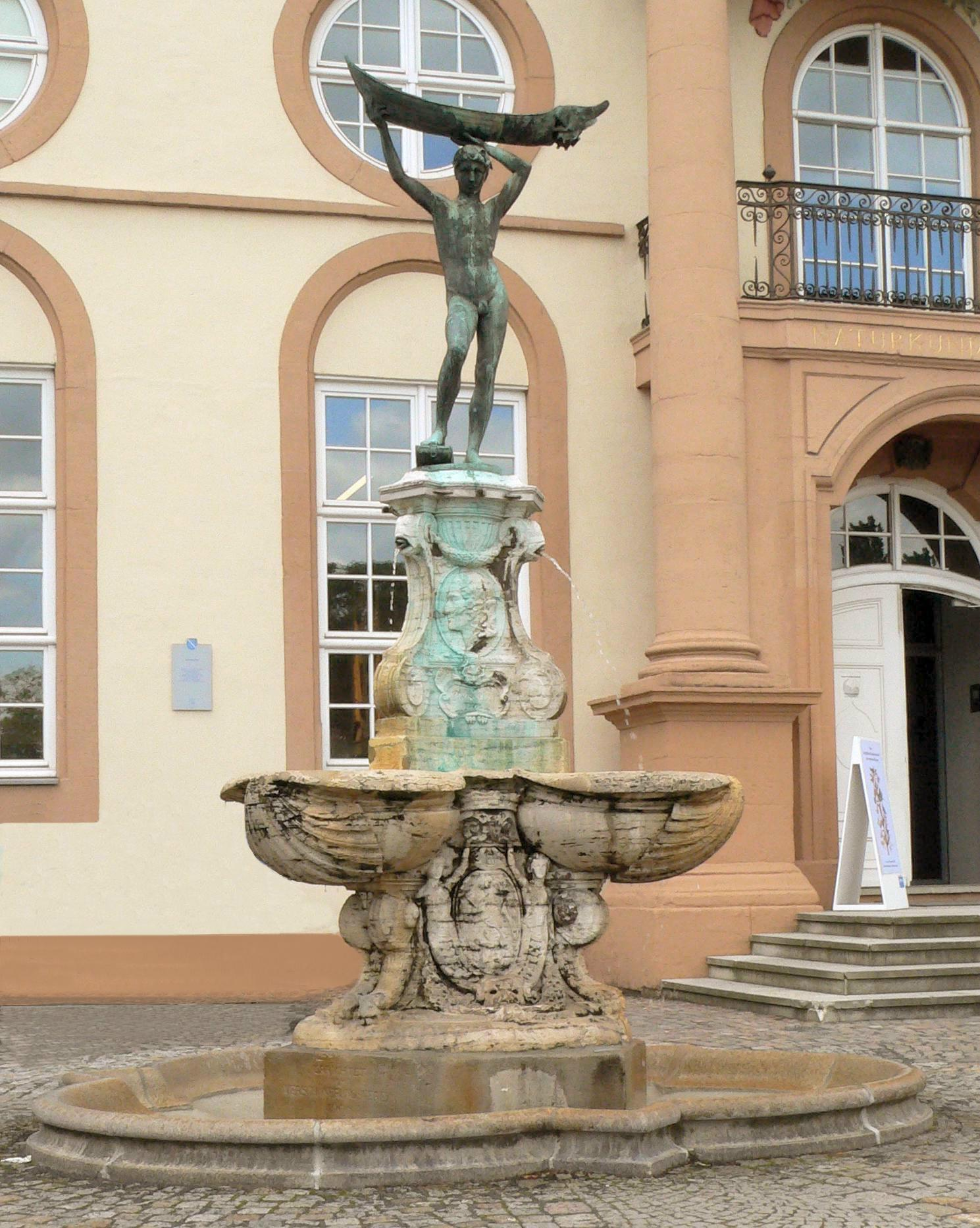
Papin-Brunnen in Kassel (2006)
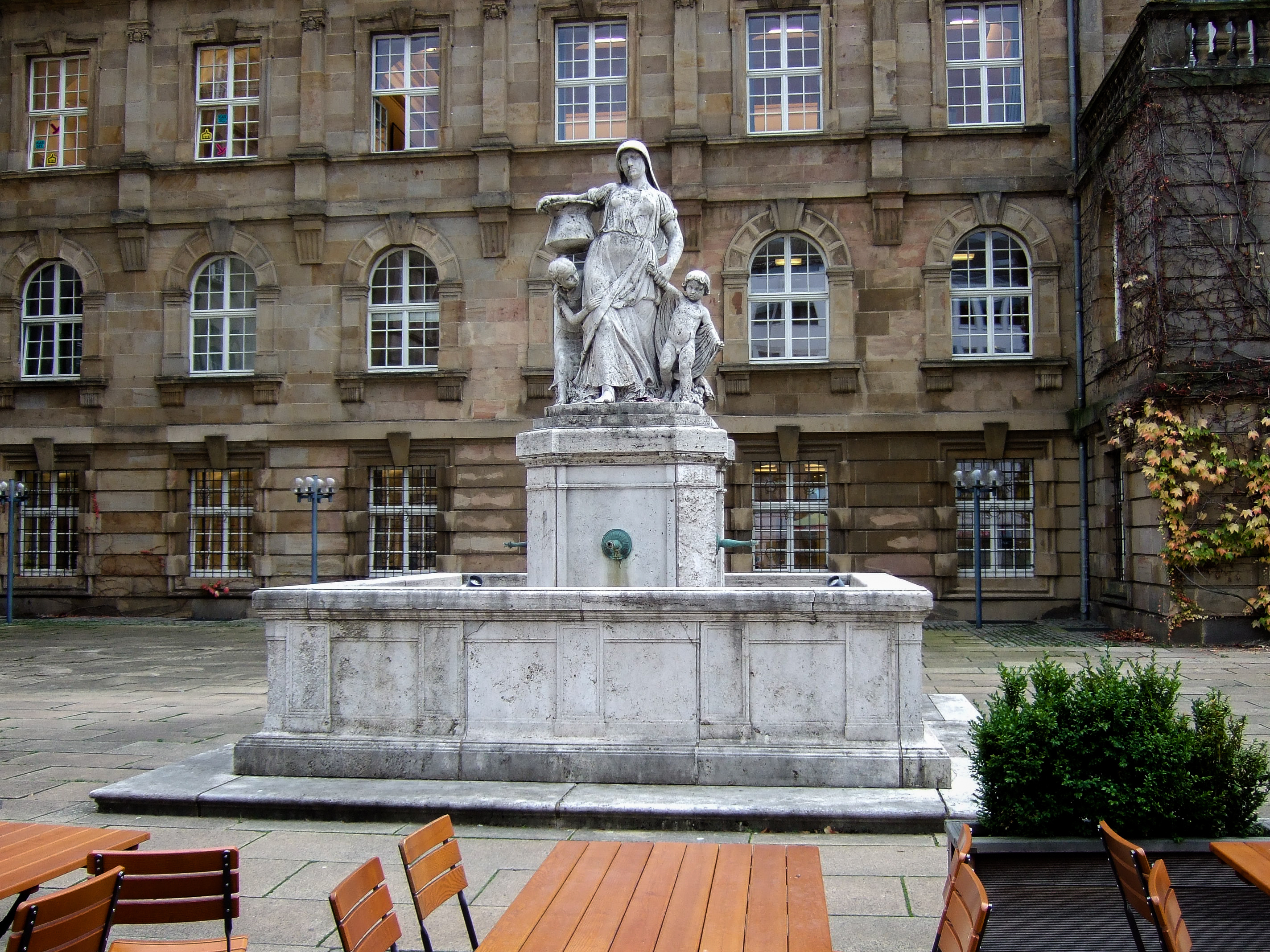
Henschel-Brunnen in Kassel (2013)